# Emanuele Sella

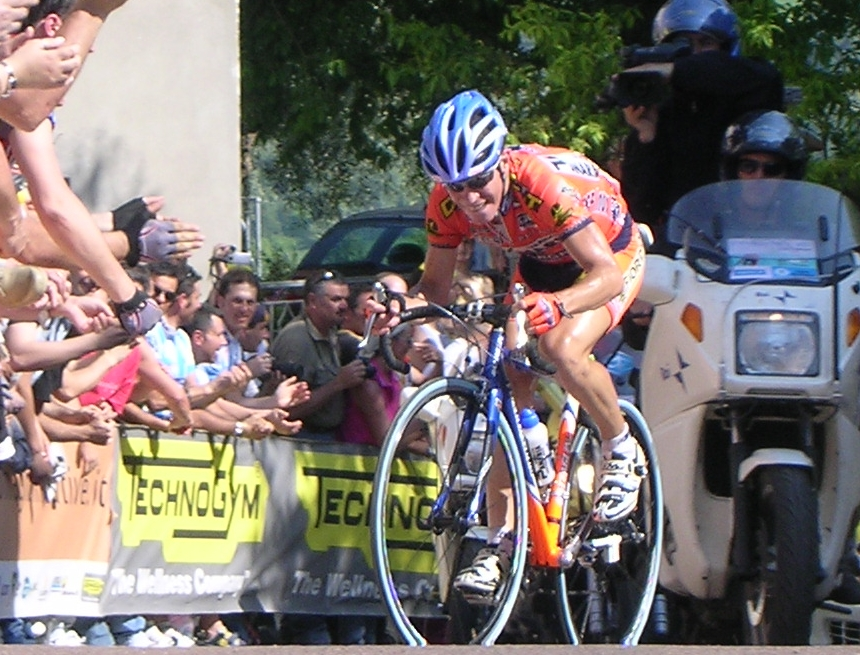
Emanuele Sella.

Emanuele Sella, född 9 januari 1981 i Vicenza, Italien, är en italiensk tävlingscyklist som tävlar för Androni Giocattoli-CIPI sedan säsongen 2011. Emanuele Sella blev professionell 2004.
Sella har tagit fyra etappsegrar i Giro d'Italia, en etapp under 2004 och tre under 2008. 
Den 6 augusti 2008 blev det känt att Emanuele Sella hade testat positivt för dopning med EPO, genom CERA (Continuous Erythropoietin Receptor Activator), i ett oannonserat dopningstest. Några dagar senare erkände den italienska cyklisten att han hade dopat sig med CERA. I november 2008 fick Emanuele Sella sitt straff - ett år, med anledningen att han hade samarbetat med utredningen och bland annat nämnde namn som han hade samarbetat med för att få dopningspreparatet.
Italienaren skrev på ett kontrakt med det italienska kontinentallaget CarmioOro-A Style när hans avstängning närmade sig sitt slut, i augusti 2009. Han slutade på tredje plats på etapp 1 av Tour du Gévaudan Languedoc-Roussillon bakom Francisco José Ventoso och Romain Feillu. Emanuele Sella vann etapp 3 av Cinturó de l'Empordà framför Ventoso och Romain Sicard. Sella slutade på tredje plats i tävlingens slutställning bakom Francisco José Ventoso och Ibon Zugasti.
Säsongen 2011 fick Sella ett kontrakt med det Italienska laget Androni Giocattoli-CIPI.

## Meriter
2004
Etapp 14, Giro d'Italia
Trofeo Cittá di Castelfidardo
2005
Brixia Tour
Etapp 2b, Brixia Tour
2007
Etapp 2b, Brixia Tour
2008
Etapp 5, Settimana Internazionale Coppi e Bartali 
Etapp 14, Giro d'Italia
Etapp 15, Giro d'Italia
Etapp 20, Giro d'Italia
Bergstävlingen, Giro d'Italia
2009
Etapp 3, Cinturó de l'Empordà

## Stall
- Panaria-CSF Group-Navigare 2004–2008
- CarmioOro-A Style 2009–2010
- Androni Giocatolli 2011–